# Raj Kapoor
Raj Kapoor (14 tháng 12 năm 1924 – 2 tháng 6 năm 1988) là một diễn viên điện ảnh, nhà sản xuất và đạo diễn điện ảnh Ấn Độ. Sinh ra tại Kapoor Haveli ở Peshawar với người cha là nam diễn viên Prithviraj Kapoor – ông là thành viên của gia đình Kapoor, người đã sản sinh ra một số siêu sao Bollywood.
Kapoor được coi là một trong những diễn viên và nhà làm phim vĩ đại nhất và có ảnh hưởng nhất trong lịch sử điện ảnh nước này  và được gọi là "người biểu diễn vĩ đại nhất của điện ảnh Hindi ". Ông đã nhận được nhiều giải thưởng, bao gồm 3 Giải thưởng Điện ảnh Quốc gia và 11 Giải thưởng Filmfare tại Ấn Độ. Giải thưởng Thành tựu trọn đời Filmfare được đặt theo tên của Raj Kapoor. Ông là ứng cử viên hai lần cho giải thưởng lớn của Palme tại Liên hoan phim Cannes cho các bộ phim Awaara (1951) và Boot Ba Lan (1954). Màn trình diễn của anh ở Awaara được tạp chí Time xếp hạng là một trong mười màn trình diễn vĩ đại nhất mọi thời đại. Phim của ông thu hút khán giả trên toàn thế giới, đặc biệt là ở Châu Á và Châu Âu. Ông được gọi là " Clark Gable của ngành công nghiệp điện ảnh Ấn Độ".
Chính phủ Ấn Độ vinh danh ông với danh hiệu Padma Bhushan năm 1971 vì những đóng góp của ông cho nghệ thuật. Giải thưởng cao nhất về điện ảnh của Ấn Độ, Giải thưởng Dadasaheb Phalke, được Chính phủ Ấn Độ trao tặng năm 1987. Ông được coi là một trong những diễn viên đẹp trai và có ảnh hưởng nhất mọi thời đại với sự nổi tiếng và nổi tiếng trên toàn thế giới.